# Vay Ilus
Vay Ilus (Budapest, 1923. február 20. – Budapest, 2008. október 28.) magyar színésznő.

## Róla
Születési neve: Horváth Ilona, első férje után Hajós Zoltánné, e néven a VIII. kerület tanácstagja volt. Állítása szerint Vay Ádámnak, II. Rákóczi Ferenc udvari főkapitányának a leszármazottja.
A színházművészet élő tanúja, szinte minden jelentős, nagy művésszel játszott együtt a színpadon. Színészi tehetségét, tevékenységét soha semmilyen díjjal nem jutalmazták, állami kitüntetést nem kapott. Életében csak egy kitüntetést vehetett át, a Kiváló határőr kitüntetést a „Menyasszony” című műsorszámáért, melyet a laktanyákban adott elő határőr kiskatonák előtt. Ennek a kitüntetésnek nagyon örült és büszkén mutatta Kossuth-díjas és érdemes művész kollégáinak.
Miközben bohóckodtam című könyvében írta meg emlékeit. A könyvben így vall életéről a bevezetőben: „Színésznő voltam Magyarországon. A 20. század történelmi kavargásában voltam résztvevője, tanúja a színházi életünknek. Most, az öregkori magányomban fel-feltűnnek az emlékeim, és csodálkozom, hogy mindezek megtörténtek velem és másokkal. Fülön csíptem őket, és megírtam, csak úgy – magamnak. Meg a fiamnak és az unokáimnak. De úgy hiszem, izgalmasak, érdekesek lehetnek másoknak is.”
Fia, Vay Péter így összegzi édesanyja pályafutását: „Édesanyám, aki Vay Ilus néven, sok évtizeden át volt kiemelkedő színésznője a magyar színjátszásnak. Az Ő kalandos életének nagy részben társa, szereplője, tanúja voltam, vagyok. Úgyszólván beleszülettem, és ez nagyon jó volt, de sokszor, ott, akkor a gödör fenekén, nem csillogott az a derű, amivel ezeket a történeteket le lehetett írni, és el lehet olvasni. Sok bátorság kellett ehhez az őszinteséghez.”

## Származása és családja
Eredeti neve Horváth Ilona. Anyai ágon a történelmi Vay családból származik és kezdő színészként, hogy megkülönböztesse magát egy másik, akkor már pályán lévő Horváth Ica színésznőtől, anyja családnevére cserélte a születési nevét, így lett Vay Ilona, illetőleg Vay Ilus. Apja Horváth Mihály, akit nem említ név szerint a könyvében, a BSZKRT-nál (Beszkárt), a BKV elődjénél dolgozott, de sokáig anyja egyedül nevelte őt és testvéreit, mert apja világgá ment egy időre. Könyvében édesanyját név szerint is említi, aki Vay Margit volt. Vay Ilus könyvében Vay Miklós szobrászművészt (1828–1886) tartotta anyja nagyapjának, bár ezt hiteles forrás nem támasztja alá, hiszen Vay Miklós szobrászművész nem nősült meg, és nem hagyott hátra utódokat.
A Vay genealógia szerint az ő édesanyja egy másik ág leszármazottja volt, mégpedig Vay Ádámnak, II. Rákóczi Ferenc udvari főkapitányának 6. leszármazottja. Fia egyik internetes oldalán Vay Györgyöt tartja Vay Ilus anyai nagyapjának, aki állítása szerint Vay Miklós szobrászművész fia volt. Ez azonban nem nyugszik hiteles forrásokon, hiányoznak az okmányi adatok.
Színészi ambícióiban az is segítette elfogadtatni a színjátszást az édesanyjával, hogy egy rokona, Vay Miklósné Balásházy Zsófia (Zsófi tant) Hunyady Margit színésznőnek, Hunyady Sándor édesanyjának volt az anyai nagynénje. Három testvére volt: Horváth György, Horváth Ferenc és Horváth Irén. Nővérének, aki a gyermeke szülésébe halt bele, fodrászüzlete volt, ahol Vay Ilus is fodrásztanonckodott és szórakoztatta a vendégeket.
Vay Ilus kétszer kötött házasságot. Első férje Hajós Zoltán színházi világosító, az Elektromos Művek főmérnöke, később a Találmányi Hivatal igazgatója, akihez 1949 januárjában ment férjhez, de akitől néhány évnyi házasság után elvált. Második férje dr. Egry László orvos, aki a lakószomszédja volt. Vele 1969-ben házasodtak össze, de szintén elváltak. Egy fia született egy házasságon kívüli kapcsolatából 1953. május 3-án, Vay Péter. Az apa Pogány Antal férfiszabó, a „Lámpás”, akinek férfiszabósága volt a Király utcában és a budapesti éjszakai élet ismert alakja volt. Bár utólagosan a bíróság előtt elismerte apaságát, fia az édesanyja vezetéknevét viseli. Fia révén négy unokája van: Vay Márton (*1979. október 23.), Vay Gergely (*1982. június 30.), Vay Bernát Dániel (*1992. szeptember 4.) és Vay Viktória (*1995. szeptember 17.), aki a nagymama nyomdokain halad és színészi babérokra tör, fellépett a Nemzeti Színházban, és a Jóban Rosszban című sorozatban is szerepelt. Örökbe fogadott lánya Győri Mária, akit 1946-ban vett gondozásba az árvaházból három és fél évesen.

## Élete
Budapesten nevelkedett, először Erdélyi Mihály színineveldéjében tanult, akinek három színháza is volt Budapesten. Első színpadra lépése 1938. október 7-én történt Erdélyi Mihály óbudai Kisfaludy Színházában a Budapest–Wien című darabban egy virágcsokros kislányt játszott. Az Országos Színészegyesület színiiskoláját végezte el, majd a Színész Kamara előtt tett vizsgát. Ezután Földessy Géza társulatánál táncoslányként működött és Vaszary Piri utódjának tartották. 1942-ben a Royal Revü Színházhoz szerződött. Első filmszerepét alig húszévesen, 1943-ban játszotta a Jómadár című filmben, egy kis cukrászjelenetben játszott egy cukrászlányt. Első nagyobb filmszerepe az 1943-as Éjjeli zene volt, amelyben egy nevelőnőt játszott Bilicsi Tivadar és Sárdy János oldalán.
1943-tól több vidéki valamint fővárosi színházban játszott és vándortársulatokkal járta az országot. 1944 augusztusától 1945. március 15-éig a Nemzeti Színház legfiatalabb tagja volt. Többek között Csákányi Lászlóval, Bessenyei Ferenccel és Horváth Tivadarral együtt alkották az ifjak csapatát. Első szerepe a Nemzetiben A szókimondó asszonyságban az első mosólány szerepe volt. A tagsága azért szűnt meg, mert a társulatot feloszlatták 1945. március 15-ével és mindenkit szélnek eresztettek. A második világháború után ezért is kérdőre vonták, nyilasbérencnek tartották, de Ráday Imre kiállt mellette, amikor mindenkinek igazolnia kellett a múltját. Vay Ilus erről így emlékezett: „Aztán az egyik, a leggyűlölködőbb felugrott a helyéről, és vérben forgó szemekkel támadott nekem a legfőbb, leggyanúsabb tettemért: »...és hogy került maga a Nemzeti Színházba?!« Erre minden erőm elhagyott, ájulás környékezett, és csak nagyon messziről hallottam, hogy Ráday Imre erélyesen, túlkiabálva a támadóm hangját, felcsattan: »Mert tehetséges!«”
Erenthal Teddy igazgató visszahívta a Royal Revü Színházba, mely az államosításkor a Fővárosi Varieté nevet vette fel. Innen 1949-től rövid ideig a Vígszínházhoz szerződött, majd a Szendrő József alapította József Attila Színházhoz került. Szendrő leváltása után felmondott, 1956-ban részt vett az Operettszínház alakuló gyűlésén, ahol beszédet is mondott. 1957 elején a Szenes Iván vezette Budapest Varietéhez került. 1956-os tevékenysége miatt eltiltották mindennemű színpadi tevékenységtől és csak Szenes Iván közbenjárására kapta vissza működési engedélyét, de csak az Országos Cirkusz Vállalat intézményeiben. Így felléphetett a Kamara Varietéban és a Fővárosi Nagycirkuszban is. Szenes Iván leváltása után kirúgták, majd a Romhányi József alapította és irányította SZOT Művészegyüttes tagja lett. Romhányi leváltása után feloszlatták az együttest, de nem bocsáthatták el hivatalosan, mert másfél évvel állt a nyugdíj előtt, de színészként sem akarták alkalmazni, így hosszú és keserves minisztériumi utánjárást követően harcolta ki a színházi státust és így lett másodszorra a Nemzeti Színház tagja. Erről így vall könyvében: „»Az ilyenfajta problémákra van a minisztériumnak egy megoldási lehetősége, szabad státusa. Ami azt jelenti, hogy miniszteri státussal a Nemzeti Színház tagja lehet, igaz, hogy csak fél gázsival és csupán névleg, aztán valamelyik másik színházhoz helyeződhet mint vendégszereplő, és ott majd az ottani foglalkoztatás szerint egészítik ki az anyagi juttatását.« Kábultan hallgattam a szavait, és amikor megkérdezte, hogy melyik színháznál szeretnék »vendégszereplő« lenni, nem ismertem fel a hangom, amint kimondtam: »Réges-régen szeretnék a Vidám Színpad tagja lenni...«” A Szalai József igazgatta Vidám Színpadon azonban keserű időszak következett számára, mert folyton megalázták. 1978. február 20-án hivatalosan is elérte a nyugdíjkorhatárt, ekkor nyugdíjba vonult és elhagyta a Vidám Színpadot.
Kazimir Károly felkérésére 1981-től 1991-ig a Thália Színházban játszott, ahol közös öltözője volt Turay Idával. Többek között Esztergályos Cecíliával a címszerepben játszotta a Miss Arizonában Gruberné szerepét, majd a Mikroszkóp Színpadnál is eltöltött egy évadot Sas József hívására a Zsarukabaréban. Egyénisége, humora főleg karakterszerepekben érvényesült. Fellépett az éjszakai szórakozóhelyeken is, mint pl. a Moulin Rouge-ban (Budapest Kávéház). Sokat szinkronizált és a Rádiókabaré állandó szereplője is volt. Ezzel kapcsolatban a következő humoros történetet meséli könyvében: „A telefonban a rádiófelvételek ügyelője szólalt meg: »Ilus? Itt Bán Zoli... Marton Frici, a Rádiókabaré rendezője akar veled beszélni. Várj átadom!"« A »Rádiókabarénak« szinte állandó szereplője voltam, Marton Frigyes meg a barátom, ezért meg kellett hallgatnom. Bár ne tettem volna! »Ilus, mit csinálsz most?« – kérdezte. »Most van a nászéjszakám!« – feleltem. »Hagyd abba, és gyere be a rádióba! Élethalál kérdése. Gyere azonnal, itt majd mindent megmagyarázok.« Döbbenten álltam. Kétségbeesve néztem a férjemre, a csodálatos franciaágyra – és lehullott rólam az álomhálóing, de sajnos nem azért, amiért felvettem. Hamar beértem a közeli Bródy Sándor utcai stúdióba. Ott izgatott emberek vártak, Szilágyi György társrendezővel együtt. Gyuri félrehívott, és zavartan mondta el, hogy itt éjfélkor át kell adni a stúdiót, addig be kell fejezni a felvételt, de probléma van. Az egyik szerepet nem sikerült megoldani, pedig el sem hinném, hogy ki mindenki próbálkozott már vele. Már csak bennem bíznak, és tudják, hogy én majd... »Milyen figuráról van szó?« – kérdeztem. »Egy majmot kell utánozni, amelyik az »Oh, sole miót« énekli« – dadogta nekem restelkedve. Torkomon akadt a meglepetés. Ekkora »megtiszteltetés« engem még nem ért. Kimentem a mosdóba gyakorolni. Először azt próbálgattam, hogy hogyan makog egy majom, aztán már csak azt kellett elkapni, hogy miként énekel. Jelentettem, hogy megvan a megoldás, és pirulva, lámpalázasan, szégyenkezve makogtam a mikrofon előtt – a nászéjszakám kellős közepén.”
Kitűnő énekhangja volt, amit bizonyít, hogy a Zeneakadémián is felléphetett 1956-ban a híres négy oktávot énekelni tudó Yma Sumac paródiájával.
Utoljára az Egy bolond százat csinál című filmben játszott mint az anyakönyvvezető egyik segédkezője, Margitka néni szerepében. Blogja a www.szineszkonyvtar.hu oldalon található. A www.szinhaz.hu oldalon a róla elnevezett topicon élete utolsó heteiben is jelen volt és a rajongóival, ismerőseivel beszélgetett.
Közéleti tevékenységet is folytatott egyszer. 1963-ban a VIII. kerület tanácstagja lett. Megbízólevelét Hajós Zoltánné néven állították ki, de lemondott a mandátumáról, mikor azt vette észre, hogy csak a nevére van szükség és érdemi eredményeket nem tud elérni.

## Főbb színházi szerepei
A Színházi adattárban regisztrált bemutatóinak száma: 33.
| - Sardou: Szókimondó asszonyság (Első mosólány) - Vlagyimir Konsztantyinov–Borisz Racer: Segítség, válunk! (Anna) - Csiky Gergely: Nagymama (Langó Seraphine, nevelőnő) - Kiritescu: Szarkafészek (Anette Duduleanu) - Fedor–Szilágyi–Rátonyi: Miss Arizona (Gruberné) - Tankred Dorst: Mi lesz veled, emberke? (Mörschelné) - Szenes Iván: Őfelsége a sztár (Mirabelle) - Vajda István: Szibériai rapszódia (Asszonyság) - Békeffy István: Szombat délután (Nagymama) - Vajda–Kovács: Újpesti lány (A csasztuskázók vezetője) - Jean de Létraz: Ígéret hölgye (Barbara, házvezetőnő) - Vaszary–Szécsény: Bubus (Mama) | - Bencsik Imre: Kölcsönlakás (Ica, Vidra felesége) - Kaposy Miklós: Egy komisz kölök naplója (Igazgatóné) - Móricz: Nem élhetek muzsikaszó nélkül (Mina néni) - Molnár: Liliom (Hollunderné) - Egon Erwin Kisch–Jaroslav Hašek: Őrültek a fedélzeten avagy 365 nap alatt Prágától Pozsonyig (Struháné) - Antal Gábor–Asztalos Sándor–Bán–Fejér–György László–Hunyadi József–Nádassy–Szenes: Most jelent meg (Vali, színházi bennfentes) - Nádassy László–György László: Peleskei nótárius (Melinda) - Mirande–Mouezy-Eon: Uraim, csak egymásután (Borbála, szakácsnő) - Georg Okonkowski: Ártatlan Zsuzsi (Delfine, Des Aubrais báró felesége) - Csiky Gergely: Kaviár (Miranda) |

## Rádiójátékok
- Vissza az egész? – Szentmihályi Szabó Péter politikai rémálma a Magyar Rádió Karinthy Színpadán a Fészek Klubban (1990)
- Bakaruhában (Julcsa) – Hunyady Sándor színművének rádióváltozata a Rádiószínház bemutatásában (1983)
- Csak egy csap (Pénztárosnő) – Rákosy Gergely szatírája (1977)
- Karnyóné – avagy a vénasszony szerelme (Tündér) – Csokonai Vitéz Mihály vígjátékának rádióváltozata a Rádiószínház előadásában (1975)
- Karnyóné, vagyis a vénasszony szerelme (1969)
- Öt kicsi medvebocs (Kacsa) (1968)
- Nem élhetek muzsikaszó nélkül (Mina néni) – Közvetítés a József Attila Színházból (1960)

## Filmjei

### Portréfilm
- Aranykor: Vay Ilussal Prokopp Dóra beszélget a Filmmúzeum csatornán, 86. rész – 2006

### Játékfilmek
- Hotel Kikelet – 1937
- Szeptember végén – 1943
- Jómadár (Ágnes, cukrászlány) – magyar játékfilm, 1943, rendezte: Ráthonyi Ákos
- Anyámasszony katonája (csúnya Éva) – magyar játékfilm, 1943, rendezte: Ráthonyi Ákos
- Éjjeli zene (a Pallay-lányok nevelője) – magyar játékfilm, 1943, rendezte: Bán Frigyes
- Magyar sasok – magyar játékfilm, 1943, rendezte: László István
- A vadon fia – magyar kisjátékfilm, 1944
- Mágnás Miska – 1948
- A város alatt – 1953
- Dollárpapa – 1956
- Két vallomás – 1957
- Házasságból elégséges – 1960
- Mit csinált felséged 3-tól 5-ig? (szelistyei asszony) – 1964
- Özvegy menyasszonyok (Jusztínia ápolónő) – 1964
- Sok hűség semmiért (szinkronhangja Gobbi Hilda) – 1966
- Alfa Rómeó és Júlia – 1968
- Gyula vitéz télen-nyáron (hallgató a nézőközönség soraiban A néző közbeszól c. műsorban) – 1970
- A halhatatlan légiós (Dizőz) – 1971
- Lila ákác (Milli virágárus) – 1972
- Akli Miklós (Feldühödött /bad/ ischli lakos) – 1986
- A három testőr Afrikában (Leila) – 1996
- Egy bolond százat csinál (Margitka néni) – 2006

### Tévéfilmek
- Nem értem a nőket… (Kabaréműsor a női lélek rejtelmeiről) (1963)
- A sofőr visszatér (eredeti címe: A soffőr visszatér) – 1968
- Komisznak lenni életveszélyes (Cornelia „Connie” Smith, házvezetőnő) – 1970
- Jó estét nyár, jó estét szerelem – 1971
- Az 1001. kilométer – 1973
- Kínai kancsó – 1974
- Robog az úthenger: Kultúrházavatás, 6. rész (Rózsika, postahivatalnok) – 1976
- Mint oldott kéve 1–7. – 1983
- Frici, a vállalkozó szellem, (Aranka) – 1993
- A Szomszédok tévésorozatban is feltűnt 1997 januárjában a 253. fejezetben mint Sümeghy Oszkár operaénekes (Palócz László) rajongója, akivel a művész a postán találkozik.

## Szinkronszerepek

### Filmes szinkronszerepei[18]
| Cím                                            | A film elkészülte | Magyar változat (szinkron) | Szerep                                              | A szinkronizált színész |
| ---------------------------------------------- | ----------------- | -------------------------- | --------------------------------------------------- | ----------------------- |
| Kísért a múlt                                  | 1931              | 1980                       |                                                     |                         |
| Hófehérke és a hét törpe                       | 1937              | 1962                       | Királynő az átváltozás után (Boszorkány) hangja     | Lucille La Verne        |
| Óz, a csodák csodája                           | 1939              | 1960 és 1976               | Miss Gulch / Nyugati Boszorkány / Keleti Boszorkány | Margaret Hamilton       |
| Nagyágyúk                                      | 1941              |                            |                                                     |                         |
| Boszorkányt vettem feleségül                   | 1942              | 1964                       | Martha                                              | Viola Moore             |
| Halló, itt Gabriella!                          | 1955              | 1956                       | Carla, a művezető                                   | Franca Valeri           |
| Hétévi vágyakozás                              | 1955              | 1980                       |                                                     |                         |
| Micsoda vakáció!                               | 1955              | 1964                       |                                                     |                         |
| 80 nap alatt a Föld körül                      | 1956              | 1972                       |                                                     |                         |
| Egyszerű történet                              | 1960              | 1978                       | Szása anyja                                         | Irina Murzajeva         |
| 101 kiskutya                                   | 1961              | 1964                       | Terrier hangja                                      | –                       |
| Auguste                                        | 1961              | 1964                       |                                                     |                         |
| Reszkessen, aki él!                            | 1961              | 1978                       | Janet Broughton                                     | Valerie Taylor          |
| Bakfis                                         | 1964              |                            |                                                     |                         |
| Frédi, a csempész-rendész (rajzfilm)           | 1966              | 1977                       | Fényképező kőharkály és Idős hölgy                  | –                       |
| Sógorom, a zugügyvéd                           | 1966              | 1976                       |                                                     |                         |
| Folytassa, doktor!                             | 1967              | 1970                       | Mrs. Smith                                          | Jean St. Clair          |
| Aladdin és a csodalámpa (rajzfilm)             | 1969              |                            | Rikács hangja                                       | –                       |
| Folytassa, ahogy tetszik!                      | 1971              | 1981                       |                                                     |                         |
| Szép, gazdag nő kis testi hibával férjet keres | 1973              | 1983                       |                                                     |                         |
| Egérút (rajzfilm)                              | 1999              | 1999                       | Matildka, a galamb                                  | –                       |

### Filmsorozatbeli szinkronszerepei
| Cím                                                    | A film elkészülte | Magyar változat (szinkron) | Szerep     | A szinkronizált színész |
| ------------------------------------------------------ | ----------------- | -------------------------- | ---------- | ----------------------- |
| Frédi és Béni, avagy a két kőkorszaki szaki (rajzfilm) | 1960–1966         | 1973–1974                  |            | –                       |
| Frakk, a macskák réme (rajzfilm)                       | 1971              |                            | Idős hölgy | –                       |
| Mézga Aladár különös kalandjai (rajzfilm)              | 1972              |                            |            | –                       |
| Süsü, a sárkány (bábfilm)                              | 1976              | 1976                       | Idős nő    | –                       |
| Muppet Show (bábfilm)                                  | 1976–1981         |                            |            | –                       |
| Vízipók-csodapók (rajzfilm)                            | 1981              | 1981                       |            | –                       |

## Díjak és kitüntetések
- Kiváló határőr

## Könyve
- Miközben bohóckodtam, Duna Palota és Kiadó, Budapest, 2006